# Trois-Palis
Trois-Palis è un comune francese di 814 abitanti situato nel dipartimento della Charente, nella regione della Nuova Aquitania.

## Società

### Evoluzione demografica
Abitanti censiti